# Prix de poésie Kenneth-Slessor
Le prix de poésie Kenneth Slessor (Kenneth Slessor Prize for Poetry) est un prix littéraire annuel décerné dans le cadre des New South Wales Premier's Literary Awards (en) pour un livre ou un recueil de poèmes ou encore pour un seul poème de longueur substantielle publié sous forme de livre. Le prix est dénommé d'après Kenneth Slessor (1901- 1971).

## Lauréats
- 1980 : David Campbell – Man in the Honeysuckle, Angus & Robertson
- 1981 : Alan Gould – Astral Sea, Angus & Robertson
- 1982 : Fay Zwicky – Kaddish and Other Poems, University of Queensland Press
- 1983 : Vivian Smith – Tide Country, Angus & Robertson
- 1984 : Les Murray – The People's Other World, Angus & Robertson
- 1985 : Kevin Hart – Your Shadow, Angus & Robertson
- 1986 : Robert Gray – Selected Poems 1963–83, Angus & Robertson
- 1987 : Philip Hodgins – Blood and Bone, Angus & Robertson
- 1988 : Judith Beveridge – The Domesticity of Giraffes, Black Lightning Press
- 1989 : John Tranter – Under Berlin, University of Queensland Press
- 1990 :  Robert Adamson – The Clean Dark, Paper Bark Press
- 1991 : Jennifer Maiden – The Winter Baby, Collins Angus & Robertson
- 1992 : Elizabeth Riddell – Selected Poems, Collins Angus & Robertson
- 1993 : Les Murray – Translations from the Natural World, Isabella Press
- 1994 : Barry Hill (en) – Ghosting William Buckley, William Heinemann Australia
- 1995 : Peter Boyle – Coming Home From the World, Five Islands Press
- 1996 : Eric Beach – Weeping for Lost Babylon, HarperCollins and J. S. Harry – Selected Poems, Penguin Books Australia
- 1997 : Anthony Lawrence – The Viewfinder, University of Queensland Press
- 1998 : aucun prix n'a été décerné
- 1999 : Lee Cataldi – Race Against Time, Penguin Books Australia
- 2000 : Jennifer Maiden – Mines, Paper Bark Press/Australian Humanities Research Foundation
- 2001 : Ken Taylor – Africa, Five Islands Press
- 2002 : Alan Wearne – The Lovemakers, Penguin Books Australia
- 2003 : Jill Jones – Screens Jets Heaven
- 2004 : Pam Brown – Dear Deliria: New & Selected Poems, Salt Publishing
- 2005 : Samuel Wagan Watson – Smoke Encrypted Whispers, University of Queensland Press
- 2006 : Jaya Savige – Latecomers, University of Queensland Press
- 2007 : John Tranter – Urban Myths, University of Queensland Press
- 2008 : Kathryn Lomer – Two Kinds of Silence
- 2009 : LK Holt – Man Wolf Man, John Leonard Press.
- 2010 : Jordie Albiston – The Sonnet According to "M"
- 2011 : Jennifer Maiden – Pirate Rain, Giramondo Publishing
- 2012 : Gig Ryan – New and Selected Poems, Giramondo Publishing
- 2013 : Ali Cobby-Eckermann – Ruby Moonlight, Magabala Books
- 2014 : Fiona Hile – Novelties, Hunter[1]
- 2015 : David Malouf – Earth Hour[2]
- 2016 : Joanne Burns - brush[3]
- 2017 : Peter Boyle - Ghostspeaking[4]
- 2018 : Bella Li - Argosy[5]
- 2019 : Judith Bishop – Interval[6],[7]
- 2020 : Peter Boyle – Enfolded in the Wings of a Great Darkness[8],[9]
- 2021 : Ellen van Neerven – Throat[10],[11]